# Lexikon der schweizerischen Gemeindenamen
Das Lexikon der schweizerischen Gemeindenamen (LSG) ist ein namenkundliches Nachschlagewerk.

## Ursprung des Projekts
Grundlage für die Publikation ist das vom Nationalfonds unterstützte Projekt «Onoma», das an der Expo.02 präsentiert wurde. In Buchform erschien das an der Universität Neuenburg unter der Leitung von Andres Kristol entstandene Lexikon 2005 in den Verlagen Huber Frauenfeld und Payot Lausanne.

## Inhalt
Das LSG referiert und diskutiert den gegenwärtigen wissenschaftlichen Stand der Forschung zur sprachlichen Herkunft der Namen aller damals bestehenden Gemeinden der Schweiz. Es ergänzt die bereits vorliegenden kantonalen Namenbücher.
Das Werk wurde in drei der vier Landessprachen der Schweiz publiziert, nämlich auf Deutsch, Französisch und Italienisch. Die Artikel sind in derjenigen Sprache verfasst, in deren Gebiet die jeweiligen Gemeinden liegen. Ausgenommen hiervon sind die rätoromanischen Ortsnamen, die auf Deutsch erläutert werden.